# Julieta Castellanos
Julieta Castellanos (sinh ngày 8 tháng 1 năm 1954) là một nhà xã hội học Honduras và là Hiệu trưởng trường Đại học tự trị quốc gia Honduras (UNAH) từ năm 2009. Castellanos đã vận động chống bạo lực ở Honduras, tập trung vào cả ma túy và cảnh sát tham nhũng. Bà đã ủng hộ cho cả cải cách tư pháp và cảnh sát. Castellanos thành lập Đài quan sát Violencia (Violence Observatory) tại UNAH năm 2004, một trung tâm phân tích thống kê tội phạm ở Honduras. Bà cũng là một thành viên của Ủy ban Sự thật và Hòa giải, được giao nhiệm vụ làm rõ các sự kiện liên quan đến cuộc đảo chính năm 2009 đã lật đổ Tổng thống Manuel Zelaya.

## Cuộc sống và giáo dục
Julieta Castellanos Ruiz sinh tại San Francisco de Becerra, Olancho vào ngày 8 tháng 1 năm 1954 với Rafael Castellanos ở Santa Barbara, và Ernestina Ruiz của Olancho. Bà lớn lên ở những cánh đồng mía ở vùng nông thôn Honduras. Năm 1968, cha bà mang đến cho bà một cuộc kiểm tra để nhập học vào trường bình thường cho các cô gái ở thành phố Tegucigalpa. Bà đã được chấp nhận và tốt nghiệp năm 1973 với một văn bằng giảng dạy. Năm 1974, bà giành được hai suất học bổng để nghiên cứu Công tác Xã hội tại Đại học Tự trị Quốc gia Honduras (UNAH) và Khoa học Xã hội trong trường Cao đẳng Sư phạm. Sau nhiều năm học, bà đã hoàn thành nghiên cứu của mình với một B.A. trong Xã hội học từ Đại học Costa Rica.
Sau khi hoàn thành nghiên cứu của mình Castellanos đã trở thành một giáo sư tại UNAH năm 1978. Bà là người đứng đầu Khoa Khoa học Xã hội và Chủ tịch Hiệp hội Giáo viên từ năm 1997 đến năm 2001. Castellanos cũng là Chủ tịch Hiệp hội các Giáo sư của Trung tâm Đại học Tổng hợp (CUEG) vào năm 1986, Điều phối viên của Đài quan sát Bạo lực từ năm 2005, chuyên gia tư vấn cho Tổ chức Arias về Tiến bộ Con người và Văn phòng Washington ở Mỹ La tinh (WOLA), và Tổ chức Nghiên cứu của Centro de Documentatión de Honduras (CEDOH). Bà cũng là một thành viên của Đối thoại Liên Mỹ.
Trong 13 năm, Castellanos cũng là tác giả của một cột báo.